# Taterillus arenarius
Taterillus arenarius är en däggdjursart som beskrevs av Robbins 1974. Taterillus arenarius ingår i släktet Taterillus och familjen råttdjur. IUCN kategoriserar arten globalt som livskraftig. Inga underarter finns listade i Catalogue of Life.
För två exemplar registrerades en kroppslängd (huvud och bål) av cirka 115 mm, en svanslängd av ungefär 155 mm och en vikt av cirka 20 g. Mellan den sandfärgade pälsen på ovansidan och den vita pälsen på undersidan finns en tydlig gräns. Huvudet kännetecknas av vita kinder, av vita punkter framför och bakom varje öra samt av mörka mönster vid nosen. De långa och smala bakfötterna är nästan nakna på sulorna. Vid bakfoten är den första tån liten. Svansen bär korta hår, förutom vid spetsen där långa mörka hår bildar en tofs. Av honans spenar ligger fyra på bröstet och fyra vid ljumsken. Honor har en diploid kromosomuppsättning med 30 kromosomer (2n=30). För hanar är värdet 2n=31.
Denna gnagare förekommer i västra Afrika i Mauretanien, centrala Mali och västra Niger. Den lever i torra områden med glest fördelad växtlighet.
Levnadssättet antas vara lika som hos andra släktmedlemmar. Taterillus arenarius jagas bland annat av tornugglan.